# 小野田站
小野田站（日语：／ Onoda eki */?）是位於山口縣山陽小野田市大字東高泊，西日本旅客鐵道（JR西日本）的車站。由廣島支社旗下的「山口地區統括部」所管理。

## 所屬路線
- ■山陽本線[1]
- ■小野田線（終點站）

## 車站構造

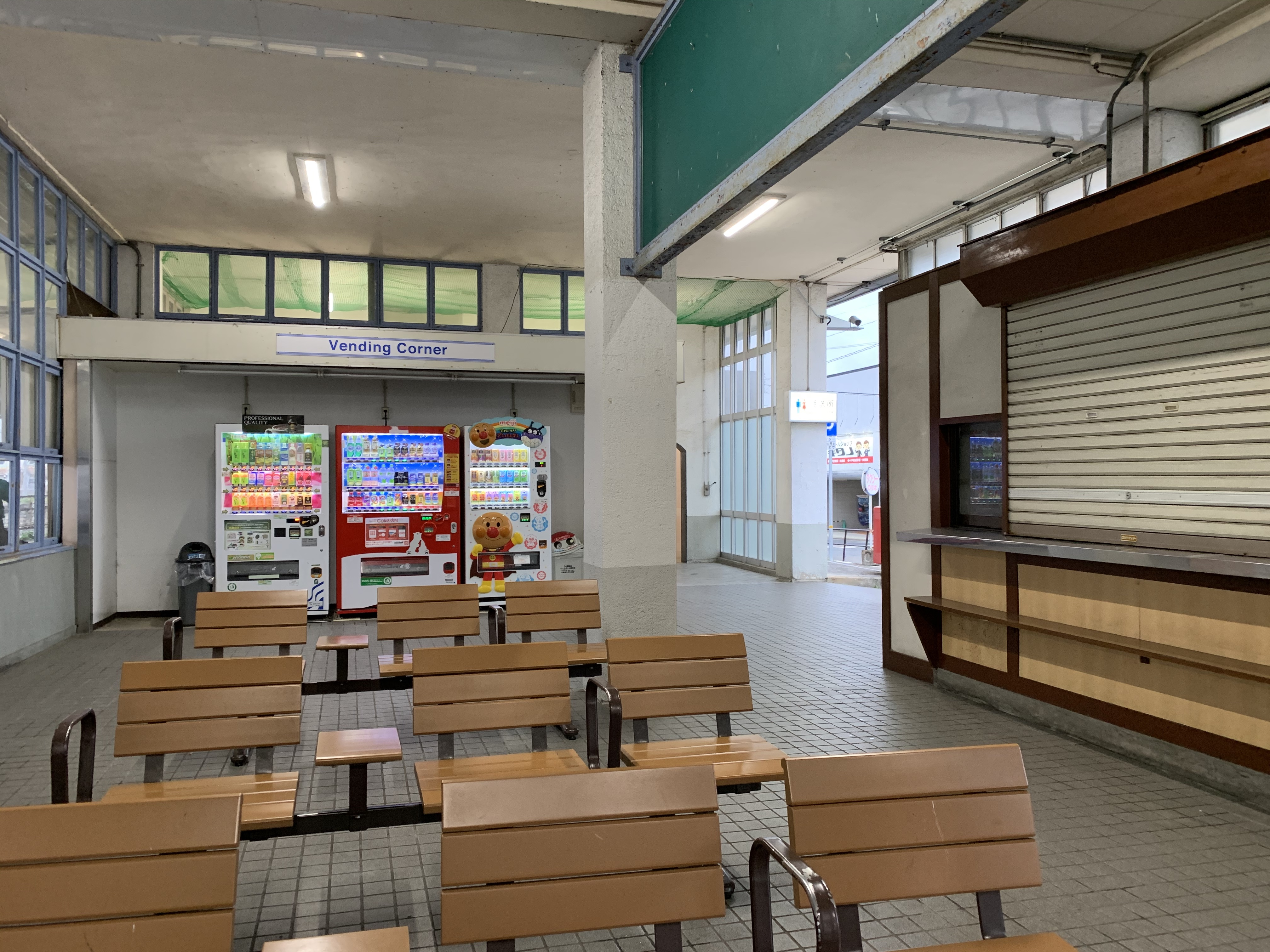
車站內部(2021年3月)

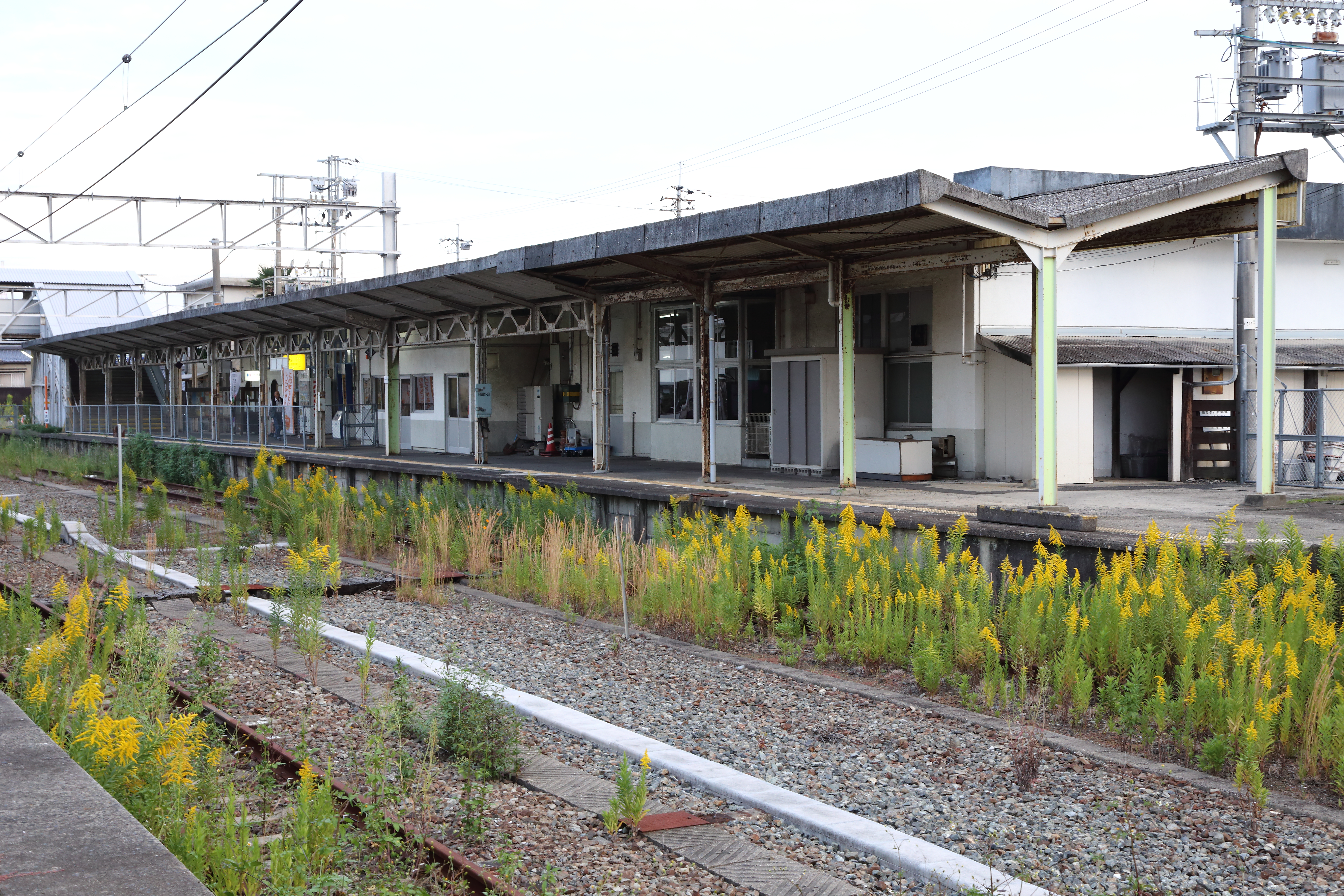
月台(2016年10月)

本站是地面車站，曾經設有1面1線的單式月台和2面4線的島式月台，合共設有3面5線的混合式月台。現時車站大樓側的單式月台（1號月台）路軌不可連接任何鐵路線路軌。因此實際上只有2面4線的月台正在營業。各月台與車站大樓之間設有跨線橋連接。
此站委托JR西日本廣島MAINTEC負責車站業務，為業務委託車站。櫃臺服務時間以外為無人常值。在車站大堂內設有車站蕎麥麵店。
此站正在構思建設設有公眾通道的跨站式站房，在山陽町與小野田市合併的新市建設計劃曾經記載，但是發展計劃未有具體化。
曾經山陽本線宇部站至厚狹站之間除了設有雙線的旅客線外，還有單線的貨物線（從宇部線前往下關、九州方向直通的旅客列車使用），為三線鐵路。也用作連接美禰線至宇部方向之間的貨物運輸用途。現現貨物線已經廢止，貨物列車與直通至宇部線的旅客列車起使用旅客線。

### 月台
| 月台 | 路線         | 上下行       | 方向             |
| ---- | ------------ | ------------ | ---------------- |
| 3    | ■小野田線    | -            | 小野田港方向     |
| 4    | ■山陽本線    | 下行         | 厚狹、下關方向   |
| 5    | （備用月台） | （備用月台） | （備用月台）     |
| 6    | ■山陽本線    | 上行         | 新山口、德山方向 |

停止使用的1號月台原本是小野田的本線（現時所有小野田線列車均使用3號月台（副本線）），在2003年（平成15年）時間表修正前，只有1班小野田線列車使用，隨後沒有列車使用。在2008年（平成20年）12月前把架空電纜撤走，電動列車不可再駛入該線。在2009年（平成21年）4月前把轉轍器和信號機等設備撤走。同時，3號線成為小野田線本線，把前往山陽本線的渡線切斷。現時，小野田線沒有直通往山陽本線的班次。另外，從前小野田線車輛會在此站進行夜間停泊。
- 5號月台為山陽本線的中線，並沒有定期旅客列車使用。主要讓試行列車折返使用。
- 曾經在1、3號線之間設有沒有月台的中線（2號月台），用作連接厚狹至宇部之間的貨物專用線，現時已經撤走。
- 曾經在閘口上設有電照幕式列車出發資訊牌，現時被蓋上了塑料牌，再貼上了各方向的列車時間表。
- 曾經在車站西邊，縣道71號線和山陽本線的相交點東南邊，設有扇型的貨物編組場。
- 曾經在6號月台北邊設有多條列車編組線，現時只剩下1條側線，其餘均撤走。

## 歴史
- 1900年12月3日：山陽鐵道 三田尻站（現時為防府站）至厚狹站之間開通，此站啟用。為旅客、貨運車站。
- 1906年12月1日：山陽鐵道國有化（日语：鉄道国有法），成為官設鐵道車站。
- 1909年10月12日：制定路線名稱。成為山陽本線車站。
- 1915年11月25日：小野田輕便鐵道水泥町站（現時為小野田港站）至此站開業。成為與國有鐵道的共構與共站。
- 1943年4月1日：小野田鐵道國有化，成為小野田線，成為國有鐵道獨立車站。
- 1947年10月1日：制定路線名稱。小野田線編入宇部西線。
- 1948年2月1日：宇部西線改名為小野田線。
- 1984年1月21日：終止貨物起卸業務。在車站南邊設有棚車專用貨物月台。
- 1986年：綠色窗口開始營業。
- 1987年4月1日：隨國鐵分割民營化，車站由西日本旅客鐵道（JR西日本）營運。
- 2005年4月1日：車站業務由JR西日本廣島MAINTEC（日语：JR西日本広島メンテック）負責，成為業務委託車站。
- 2021年1月31日：綠窗口結束營業，並在翌日開始使用指定席售票機。
- 2023年：

- 4月1日：山陽本線內可以使用IC卡「ICOCA」。
- 10月1日：於閘口增設對講機服務，以方便當職員在站務室以外的地方巡站時，仍可與有需要協助的乘客進行視像交流。

## 使用狀況
以下為近年1日平均乘車人次列表：
| 乘車人次變化 | 乘車人次變化    |
| 年度         | 1日平均乘車人次 |
| ------------ | --------------- |
| 1999         | 1,679           |
| 2000         | 1,602           |
| 2001         | 1,507           |
| 2002         | 1,417           |
| 2003         | 1,391           |
| 2004         | 1,335           |
| 2005         | 1,301           |
| 2006         | 1,272           |
| 2007         | 1,275           |
| 2008         | 1,332           |
| 2009         | 1,253           |
| 2010         | 1,268           |
| 2011         | 1,247           |
| 2012         | 1,289           |
| 2013         | 1,347           |
| 2014         | 1,284           |
| 2015         | 1,315           |
| 2016         | 1,329           |
| 2017         | 1,371           |
| 2018         | 1,382           |
| 2019         | 1,311           |
| 2020         | 1,123           |
| 2021         | 1,098           |
| 2022         | 1,162           |

## 相鄰車站
西日本旅客鐵道
■山陽本線
宇部－小野田－厚狹
■宇部線
目出－小野田

## 外部連結
- 小野田｜車站資訊：JR出門網 - 西日本旅客鐵道